# Кримінальна фішка від Генрі
«Кримінальна фішка від Генрі» (англ. Henry's Crime) — кримінальна комедія 2011 року режисера Малькольма Венвілля. Світова прем'єра — 8 квітня 2011 року. Прем'єра в Україні 14 квітня 2011 року. Реліз на DVD відбувся 16 червня 2011 року, на Blu-Ray 30 червня 2011.

## Сюжет
Генрі (Кіану Рівз) чотири роки відсидів у в'язниці за пограбування банку, якого він насправді не скоював. Але після звільнення у нього виникає план повернутись до того банку і вчинити те, за що він уже відбув покарання.

## У ролях
| Актор          | Роль               |
| -------------- | ------------------ |
| Кіану Рівз     | Генрі Торн         |
| Джеймс Каан    | Макс Зальцман      |
| Віра Фарміґа   | Юлія Іванова       |
| Джуді Грір     | Деббі Торн         |
| Фішер Стівенс  | Едді Вайбс         |
| Петер Стормаре | Дерек Мілодрагович |
| Білл Дюк       | Френк              |
| Денні Хоч      | Джо                |

## Касові збори
В США картина зібрала 30 900$ (3.7 % від світових зборів), в Україні 98 490$. В цілому, у світовому прокаті картина зібрала 827 551$.